# Ursula Lehr
Pour les articles homonymes, voir Lehr (homonymie).
Ursula Lehr, née Leipold le 5 juin 1930 à Francfort-sur-le-Main et morte le 25 avril 2022 à Bonn,, est une universitaire spécialisée en gérontologie et une femme politique allemande membre de l'Union chrétienne-démocrate d'Allemagne (CDU).
Spécialisée en psychologie au début de sa carrière, elle produit des travaux universitaires allant à l'encontre des idées reçues concernant le modèle familial ou les capacités de travail des personnes âgées. À la fin des années 1980, elle devient une pionnière de la gérontologie, avant d'être nommée, en 1988, ministre fédérale de la Famille et de la Santé d'Allemagne dans la coalition noire-jaune d'Helmut Kohl.
Elle quitte le gouvernement, en 1991, et la vie politique en 1994.
Un an plus tard, elle fonde et prend la tête du centre allemand de recherche sur le vieillissement (DZFA), qui devient rapidement la référence nationale en la matière. Elle prend sa retraite en 1998.

## Biographie

### Formation
Ursula Lehr passe son Abitur en 1949, puis entreprend des études supérieures de psychologie, philosophie, de philologie allemande et d'histoire de l'art à l'université Johann Wolfgang Goethe de Francfort-sur-le-Main. Elle les poursuit à l'université de Bonn, où elle obtient un doctorat de philosophie en 1954, et un diplôme de psychologie en 1955. En 1968, elle reçoit son habilitation à diriger des recherches.

### Carrière

#### Professeur d'université
Après avoir travaillé comme associée de recherche à l'institut de psychologie de l'université de Francfort entre 1955 et 1969, Ursula Lehr devient, en 1972, professeur des universités de pédagogie et de psychologie pédagogique à l'université de Cologne. Trois ans plus tard, elle est recrutée par l'université de Bonn, pour y prendre la chaire de psychologie.
Elle rejoint, en 1986, l'université de Heidelberg, afin d'y recevoir la première chaire d'Allemagne de gérontologie. Au sein de l'université, elle initie la création du centre allemand de recherche sur le vieillissement (DZFA), fondation de droit public, dont le conseil d'administration fondateur se tient en 1995 et la nomme directrice. Le DZFA est aujourd'hui partenaire de recherche de l'Organisation mondiale de la santé (OMS) et la référence allemande dans le domaine de la recherche gérontologique. Élue deux ans plus tard à la présidence de la société allemande de gérontologie et de gériatrie jusqu'en 1999, elle quitte le monde universitaire en 1998.
Elle est aujourd'hui considérée comme une « gérontologue de la première heure », ayant impulsé les vocations et la recherche de deux générations de chercheurs dans ce domaine.

#### Activité scientifique
Dans les années 1960, ses premiers travaux de recherches portent sur la vie des femmes qui travaillent. Ursula Lehr démontre alors que le stress psychologique de la quarantaine n'est pas lié aux conditions physiques, en particulier la ménopause, mais au conflit entre les exigences professionnelles et familiales, notamment la prise en charge des soins aux personnes âgées et leur dépendance. Cette prise de conscience ne sera suivie que très tard, puisqu'il faudra attendre 1995 pour que ce soit votée une loi sur les soins aux personnes âgées. De même, elle démontre que les possibilités de développement de la mère et de son enfant sont bien meilleures quand les deux parents partagent réellement l'éducation et la prise en charge des enfants.
Elle produit également des travaux concernant les capacités professionnelles des personnes âgées, dans lesquels elle montre que ces dernières sont tout aussi capables que les jeunes travailleurs mais qu'elles sont souvent victimes de discrimination à l'embauche. Cela crée alors une image négative de la vieillesse et une politique de l'emploi tournée majoritairement vers les jeunes. Ces travaux portent également sur la préparation de la retraite et la préparation créative de la période post-professionnelle.

### Carrière politique
Membre de l'Union chrétienne-démocrate d'Allemagne (CDU) depuis 1986, Ursula Lehr est députée fédérale de Hesse au Bundestag de 1990 à 1994. Ses travaux sur l'emploi des femmes, son impact sur la santé, et les capacités professionnelles des personnes âgées ayant eu un impact politique, ils font d'elle une candidate naturelle au ministère de la Famille et de la Santé.

#### Ministre de la Famille et de la Santé

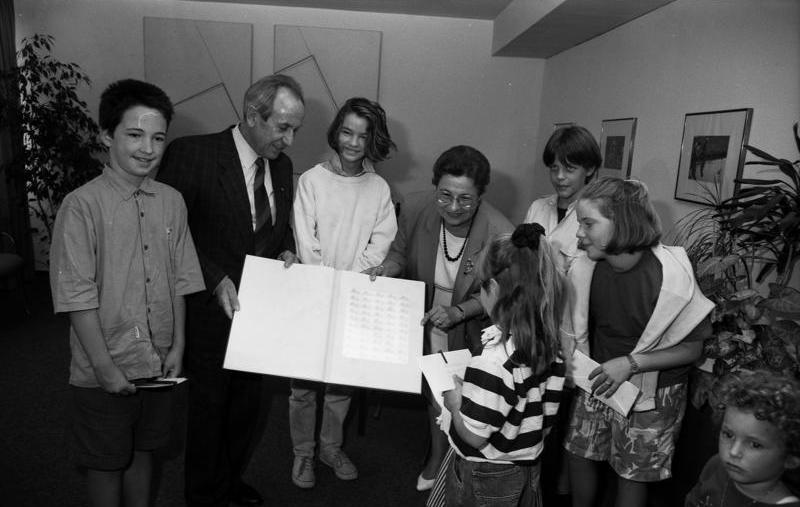
Ursula Lehr (au centre, penchée) avec Wilhelm Rave, secrétaire d'État du ministère fédéral des Postes, présentant en 1989 une collection de timbres réalisée par des enfants.

Le 9 décembre 1988, Ursula Lehr est nommée ministre fédérale de la Jeunesse, de la Famille, des Femmes et de la Santé dans la coalition noire-jaune dirigée par Helmut Kohl, deux semaines après l'élection de Rita Süssmuth, titulaire du poste depuis trois ans, à la présidence du Bundestag. En tant que gérontologue reconnue, elle axe une partie de sa politique en direction des personnes âgées.
Au cours de l'année ayant suivi sa nomination, elle engage une vive controverse avec le groupe parlementaire de l'union CDU/CSU à propos des crèches, affirmant que le grand nombre d'enfants permettait de contrebalancer l'absence de développement social dans la fratrie.
À la suite des élections fédérales de 1990, les premières à se tenir dans l'Allemagne désormais réunifiée, elle quitte le gouvernement le 18 janvier 1991. Son ministère, créé en 1969 par la coalition sociale-libérale de Willy Brandt, est alors scindé en trois : la chrétienne-sociale Gerda Hasselfeldt reçoit le portefeuille de la Santé, tandis que les chrétiennes-démocrates Hannelore Rönsch et Angela Merkel s'occuperont respectivement de la Famille et des Personnes âgées, et des Femmes et de la Jeunesse.

### Vie privée
Mariée deux fois, Ursula Lehr est veuve et mère de deux enfants issus de son premier mariage. Elle vivait à Bonn dans le quartier de Bad Godesberg.